# Asie (province romaine)
Pour les articles homonymes, voir Asie (homonymie).

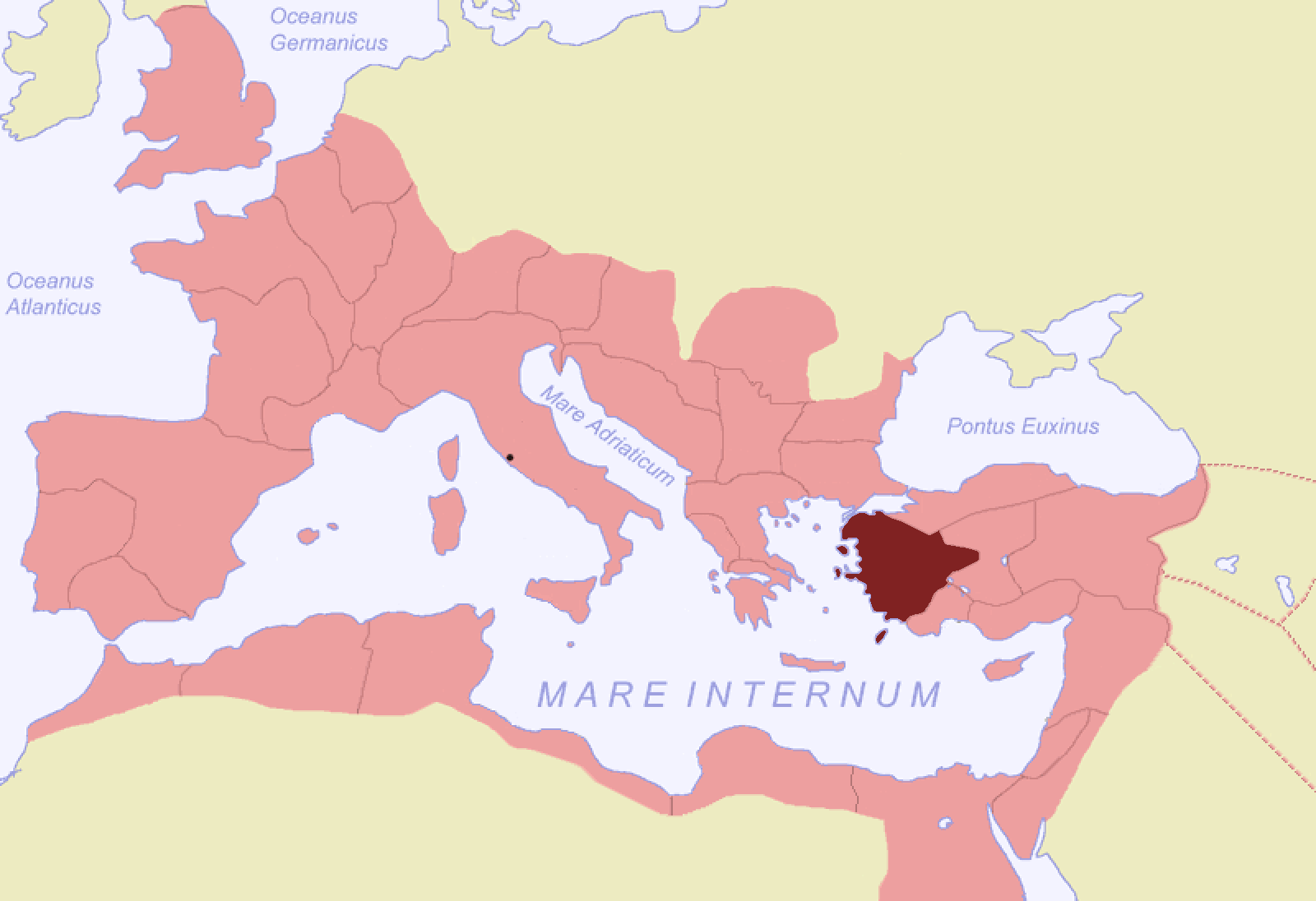
Province romaine d'Asie en 116.

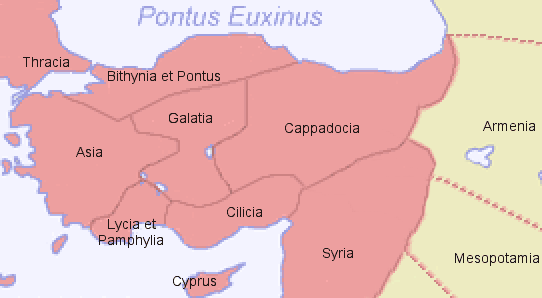
Provinces romaines d'Asie mineure vers 250

La province romaine d'Asie comprenait plusieurs des royaumes antiques d'Anatolie : la Carie, la Lydie, la Mysie, la Phrygie et la Troade. Elle avait une superficie d'environ 78 000 kilomètres carrés.
Les villes étaient nombreuses : Pergame, Smyrne, Éphèse, Milet…

## Histoire
Bien que le royaume de Pergame ait été légué par Attale III en 133 av. J.-C., elle ne fut organisée par Manius Aquilius qu'en 129 av. J.-C., après la guerre causée par la révolte d'Aristonicos.
La province d'Asie couvre alors l'ancien royaume de Pergame, à l'exception de quelques districts de Phrygie et de Lycaonie, confiés au roi du Pont, Mithridate V, et de Cappadoce, Ariarathe VI.
De 56 à 49 av. J.-C., les trois districts orientaux de Cibyra, Synnada (Şuhut) et d'Apamée (Dinar) en sont détachés au profit de la Cilicie. Jules César les lui rend et lui rattache la Pamphylie. En 36 av. J.-C., Marc Antoine en détache celle-ci au profit du royaume galate d'Amyntas.
Sous l'Empire, devenue province sénatoriale, elle connut une période faste.
Sous Dioclétien elle fut partagée en sept provinces : Asie, Îles, Hellespontique, Lydie, Carie, Phrygie Ire et IIe toutes sous l'autorité d'un seul proconsul.
Sous Constantin et ses successeurs, elle fit partie de trois diocèses : 
- diocèse d'Asie, subdivisé en Hellespontique (Mysie), Lydie, Carie, Phrygies Ire et IIe, Lycaonie, Pisidie, Pamphylie.
- diocèse du Pont, divisé en Bithynie, Honorias, Paphlagonie, Ponts Ire et IIe, Cappadoces Ire et IIe, Arménies Ire et IIe, et Galaties Ire et IIe.
- diocèse d'Orient, subdivisé en Cilicies Ire et IIe, Osroène, Syries Ire, IIe et IIIe, Phénicies Ire et IIe, Palestines Ire, IIe et IIIe, Arabies Ire et IIe.

## Liste de proconsuls d'Asie

Thèmes en Asie Mineure vers 650
Anatolie vers 780
Thèmes en Asie Mineure vers 950
Empire byzantin en 1000-1020
Themata de l'Empire byzantin à la mort de Basile II en 1025

## Sources
- Magie (David), Roman Rule in Asia Minor to the end of the Third century after Christ, Princeton, University press, 1950, 2 vol., XXII-1663 p.
- Rigsby (Kent J.), « Provincia Asia », Transactions of the American Philological Association (TAPhA), CXVIII, 1988, p. 123-153.
- Sartre (Maurice), L'Asie Mineure et l'Anatolie d'Alexandre à Dioclétien : IVe siècle av. J.-C. - IIIe siècle apr. J.-C., Paris, éd. Armand Colin, coll. « U », 1995, 375 p.  (ISBN 978-2-2002-1696-2).